# Manastir Dafni
Dafni (grčki: Δαφνί) ili Dafnion (Δάφνιον) je manastir 11 km sjevernozapoadno od Atene, u četvrti Chaidari, Periferija Atika. Smješten je uz istoimenu šumu veličine preko 15 km² na "svetom putu" koji vodi do starogrčkog svetišta Eleusina. God. 1990., zajedno s manastirima Nea Moni i Hosios Loukas, upiusan je na UNESCO-ov popis mjesta svjetske baštine u Europi.

## Povijest
Manastir Dafni je osnovan početkom 6. stoljeća, pokrštavanjem grčkog hrama boga Apolona koje su izvršili Goti 395. godine. Za njegovu izgradnju iskorišteni su stupovi s portika priješnjeg hrama od kojih je samo jedan ostao na izvornom lokalitetu, dok je ostale engleski plemić Thomas Bruce odnio u London.
God. 1205., manastir su poharali Križari i Otto de la Roche, vojvoda Atene je poklonio manastir Cistercitima iz opatije Bellevaux. Francuski monasi su obnovili egzonarteks, izgradili su zidine oko manastira i mnoge druge nadogradnje, sve dok ih Turci nisu protjerali 1458. godine, kada je obnovljena pravoslavna uprava.
Nakon što je manastir započeo propadati, Osmanske vlasti su ga zatvorile 1821. godine, sve do 1888. kada je otpočela njegova obnova. Nakon što je upisan kao UNESCO-ova svjetska baština (1990.) zadesio ga je strašan potres 1999. godine, te je još uvijek zatvoren radi opsežne obnove.

## Odlike
Glavna crkva (katholikon) je važan spomenik bizantske arhitekture 11. stoljeća. Ima tlocrt upisanog grčkog križa s oktogonalnim visokim tamburom koji nosi poluloptastu kupolu. Unutra se nalaze najbolje sačuvani mozaici iz razdoblja bizantske dinastije Komnena (oko 1100.). Najbolje ih predstavlja slavni mozaik Krist Pantokrator u unutrašnjosti kupole, ili "Anđeo pred sv. Joakimom", kojim je bizantska umjetnost preobražena iz strogog u intimni i delikatni stil.
Mozaici su organizirani prema ikonografskoj topografiji tako da predstavljaju "vizualizaciju kršćanskog svemira" tako da je cijeli prostor spojen u jedinstvenu veliku sliku u kojoj vladar, potpomognut prorocima oko njega, predsjedava u sferi iznad skupine svetaca na donjem dijelu sobe.